# 韩光 (1912年)
韩光（1912年3月24日—2008年9月27日），黑龙江齐齐哈尔人，中国共产党、中华人民共和国政治人物，原副国级领导人。

## 生平
韩光出生在齐齐哈尔。17岁时，开始参加学生运动，并加入中国共产党领导的“青年反帝大同盟”。1930年3月，加入中国共产主义青年团，并出任共青团满洲省委秘书长，后又兼任共青团省委特派员、北满特委书记；1931年4月，转为中国共产党党员。1933年，韩光以中共满洲省委特派员的身份，在东北抗日联军第一军、第三军做政治工作；协助杨靖宇、赵尚志等工作，是东北抗日联军政治工作的领导人之一。
1935年底，被派赴苏联，在莫斯科东方劳动者共产主义大学学习。1938年回国后，调新疆工作；以盛世才的新疆边防督办公署上校副官的身份在中共中央驻新疆代表（邓发）办事处工作；组织开辟了中国共产党在新疆和兰州之间运送物资、人员的“交通线”。1939年底，赴延安；任中共中央统战部秘书长、党派科科长。
抗日战争结束后，任中共中央东北工作委员会常务书记（设在晋察冀，由晋察冀中央局代管）。９月底，根据党中央的指示，从晋察冀边区到达沈阳，与东北局书记彭真、委员陈云和伍修权等见了面。1945年10月上旬受东北局派遣赴大连，与苏联驻军司令员高兹洛夫交涉山东八路军经大连赴东北、在大连苏占区建立人民民主政权问题，苏方接受了中共的建议。10月12日韩光回到沈阳向东北局书记彭真、委员陈云汇报。东北局决定韩光出任中共大连市委书记，要伍修权和肖华从山东来的干部中优先选派一些人，同韩光一起去工作。彭真指示，要抢形势，搭起大连市党、政、警、群领导机构的架子，尽快开展工作。陈云指示，要充分认识苏军对大连实行军事管制这一实际情况，充分利用这种情况对我有利的方面，放手开展工作，恢复发展工业生产，安定人民生活，努力支援前线。工作中，要照顾苏联的外交关系，不使苏联在应付美、蒋方面发生额外的困难。
1945年10月28日，苏军当局成立大连市政府，伪维持会副会长迟子祥任市长，市委委员胶东干部陈云涛为副市长，全市设18个区，共计48万人。随后，与之平级的金县、大连县、旅顺市民主政府相继成立。11月初正式成立大连市委（暂不公开活动），直属东北局领导。1946年6月，鉴于东北局已经退至哈尔滨市，大连市委隶属于辽东省委，有104个基层党组织，2790名党员。后在大连的党的机构屡次改名，任旅大地委书记、第一副书记，旅大行政公署主席，东北人民政府委员等职。
中华人民共和国成立后，韩光出任旅大市首任市长，并兼任中共旅大区党委、旅大市委第一副书记。自1953年，他历任东北行政委员会委员、东北人民政府财政经济委员会副主任，中共黑龙江省委副书记、第二书记，黑龙江省人民政府主席、黑龙江省省长。1956年10月，韩光调中央工作，出任国家技术委员会副主任，并担任中苏科学技术合作委员会中方主席，争取苏联的科学技术援助；1958年11月，升任国家科学技术委员会副主任、党组党组副书记，协助聂荣臻工作。
韩光在“文革”中曾受迫害；1975年恢复工作，并出任国家基本建设委员会副主任，负责抓宝钢建设。陈云下来视察后拍板决定，宝钢由国家建委总抓。负责人第一是谷牧，第二是韩光。在1978年12月召开的中共十一届三中全会上，韩光被选为恢复重建的中共中央纪律检查委员会委员、常委。1980年出任国家建委主任。1982年，在中共十二大上，晋升中纪委书记（当时设第一书记）；1985年9月，被增选为中纪委常务书记。1987年，在中共十三大召开时退休。
2008年9月27日，凌晨5时许，在北京逝世，享年96岁。